# Gallinago nobilis
La caica de páramo o agachadiza noble (Gallinago nobilis) es una especie de ave de la familia Scolopacidae.

## Características
Como todas las caicas, se distingue por su pico exageradamente largo para su tamaño. Es totalmente sedentaria. Es de hábitos terrestre y de agua dulce.

## Estado de conservación
Está catalogada como especie casi amenazada desde 2012, su población es decreciente.

### Amenazas
Son cazadas por las personas indígenas o como deporte y se ve amenazada por la caza excesiva localizada, así como la desecación, la transformación y la degradación de sus hábitats.

### Acciones de conservación
En Colombia y en Ecuador se intenta proteger la especie en el Parque nacional Cotopaxi (Ecuador) y en el Parque nacional natural Chingaza (Colombia)

## Distribución geográfica
Es nativa de Colombia, Ecuador, Perú y República Bolivariana de Venezuela.